# Gråhuvad sierratangara
Gråhuvad sierratangara (Phrygilus gayi) är en fågel i familjen tangaror inom ordningen tättingar.

## Utseende
Gråhuvad sierratangara är en attraktiv liten finkliknande fågel. Hanen har grått huvud och grönaktig rygg. Honan och ungfågeln har vitaktig strupe med mörkt mustaschstreck och vitaktig buk.

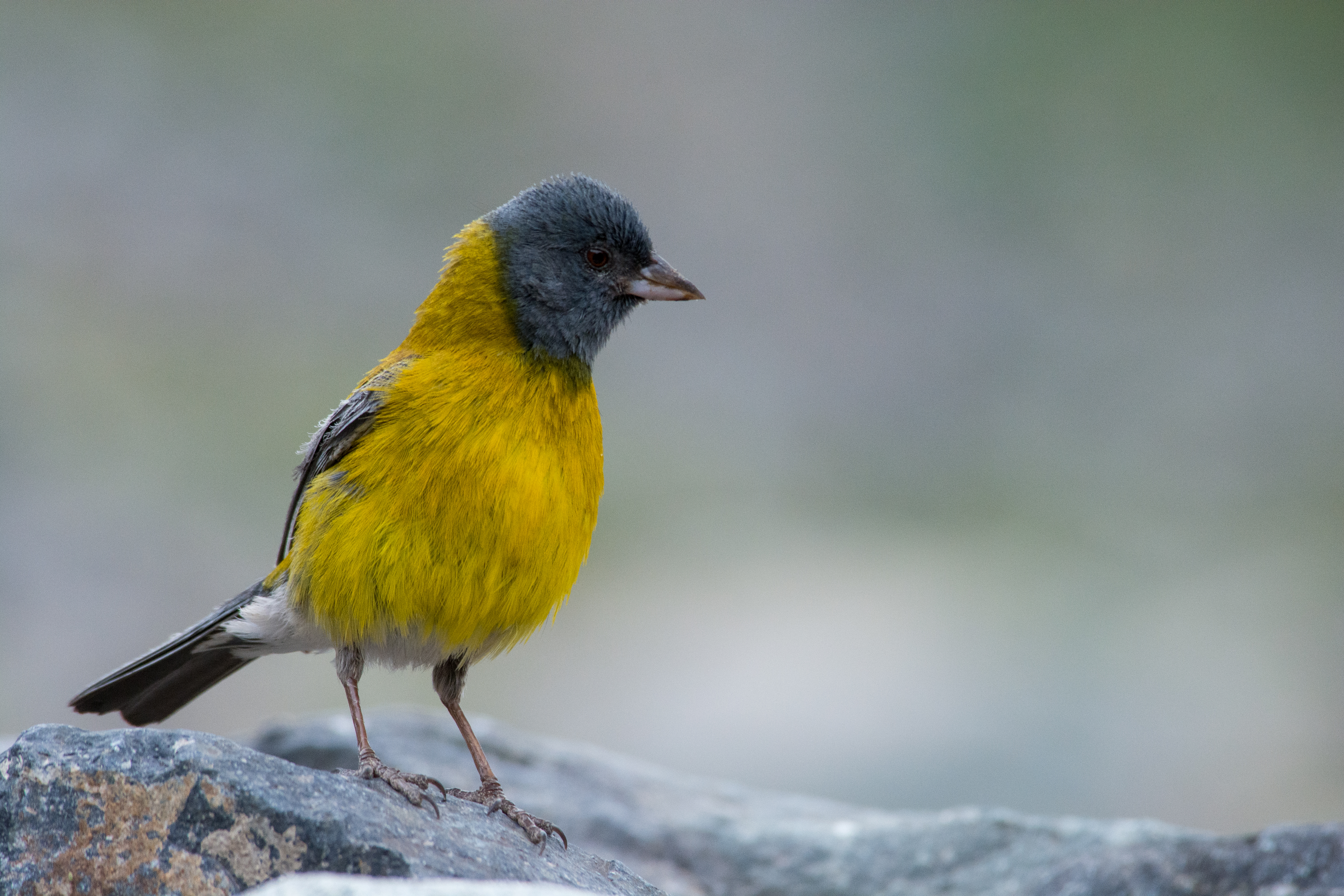

## Utbredning och systematik
Gråhuvad sierratangara delas in i tre underarter med följande utbredning:
- Phrygilus gayi gayi – Anderna i norra Chile (Coquimbo till Colchagua)
- Phrygilus gayi minor – kustnära Chile (Atacama till Santiago)
- Phrygilus gayi caniceps – södra Chile och Argentina Tierra del Fuego

### Familjetillhörighet
Liksom andra finkliknande tangaror placerades denna art tidigare i familjen Emberizidae. Genetiska studier visar dock att den är en del av tangarorna.

## Levnadssätt
Gråhuvad sierratangara hittas i buskiga miljöer, från höga bergstrakter i Anderna till stäpp i Patagonien och lokalt i kustnära lägre bergstrakter. Jämfört med liknande skogssierratangaran förekommer den i torrare, öppnare och buskigare trakter. Den ses ofta tillsammans med andra små fröätande fåglar. På vissa platser kan den vara riktigt tam och tigga efter mat vid rastplatser.

## Status
Arten har ett stort utbredningsområde och beståndet anses stabilt. Internationella naturvårdsunionen IUCN listar den därför som livskraftig (LC).

## Namn
Fågelns vetenskapliga artnamn hedrar Claude Gay (1800-1873), fransk zoolog och samlare av specimen i Chile och Peru 1828-1842.